# Peter Chan
Peter Ho-sun Chan, ou  Peter Chan (陳可辛 en chinois) est un réalisateur et scénariste hongkongais né à Bangkok (Thaïlande) le 28 novembre 1962.

## Biographie
Il a passé son enfance en Thaïlande, a étudié aux États-Unis où il a suivi des cours de cinéma à UCLA.
Il retourne à Hong Kong  en 1983 et commence à travailler dans l'industrie du cinéma. Il devient assistant réalisateur et producteur de Les Larmes d'un héros (Heroes Shed No Tears) réalisé par John Woo.
En 1999, il part à Hollywood pour réaliser Destinataire inconnu (The Love Letter) dans lequel il dirige Kate Capshaw, Ellen DeGeneres et Tom Selleck.
Il remporte les prix de meilleur réalisateur et du meilleur film au Hong Kong Film Award en 1997 avec Comrades, Almost a Love Story et 2008 avec Les Seigneurs de la guerre.

## Filmographie
- 1988 : Pickles Make Me Cry
- 1991 : Alan And Eric : Between Hello And Goodbye
- 1993 : Tom, Dick and Hairy
- 1993 : He Ain't Heavy, He's My Brother
- 1994 : Trouble, I've Had It All My Days
- 1994 : He's a Woman, She's a Man
- 1995 : The Age Of Miracles
- 1996 : Who's the Man, Who's the Woman
- 1996 : Comrades, Almost a Love Story (甜蜜蜜, Tián mì mì)
- 1999 : Destinataire inconnu (The Love Letter)
- 2003 : Trois Histoires de l'au-delà (三更) - segment Chez Nous
- 2005 : Perhaps Love (如果·愛, Rúguǒ·Ài)
- 2007 : Les Seigneurs de la guerre (投名状, Tóu míng zhuàng)
- 2011 : Wu Xia (武, Wǔxiá)
- 2013 : American Dreams in China (zh) (中国合伙人')
- 2014 : Dearest (亲爱的, qīn ài de)
- 2020 : Duo guan (zh) (夺冠)
- 2024 : She's Got No Name

## Récompenses

### Hong Kong Film Awards
- 1997 : Hong Kong Film Award du meilleur réalisateur et Hong Kong Film Award du meilleur film pour Comrades, Almost a Love Story.
- 2008 : Hong Kong Film Award du meilleur réalisateur et Hong Kong Film Award du meilleur film en 2008 pour Les Seigneurs de la guerre.

### Golden Horse Film Festival
- 1997 : meilleur film pour Comrades, Almost a Love Story.
- 2008 : meilleur film pour Les Seigneurs de la guerre.

### Golden Bauhinia Awards
- 1997 : meilleur réalisateur pour Comrades, Almost a Love Story.
- 2006 : meilleur réalisateur pour Perhaps Love.

### Hong Kong Film Critics Society Awards
- 1997 : meilleur film et meilleur réalisateur pour Comrades, Almost a Love Story.